# 华沙新城区

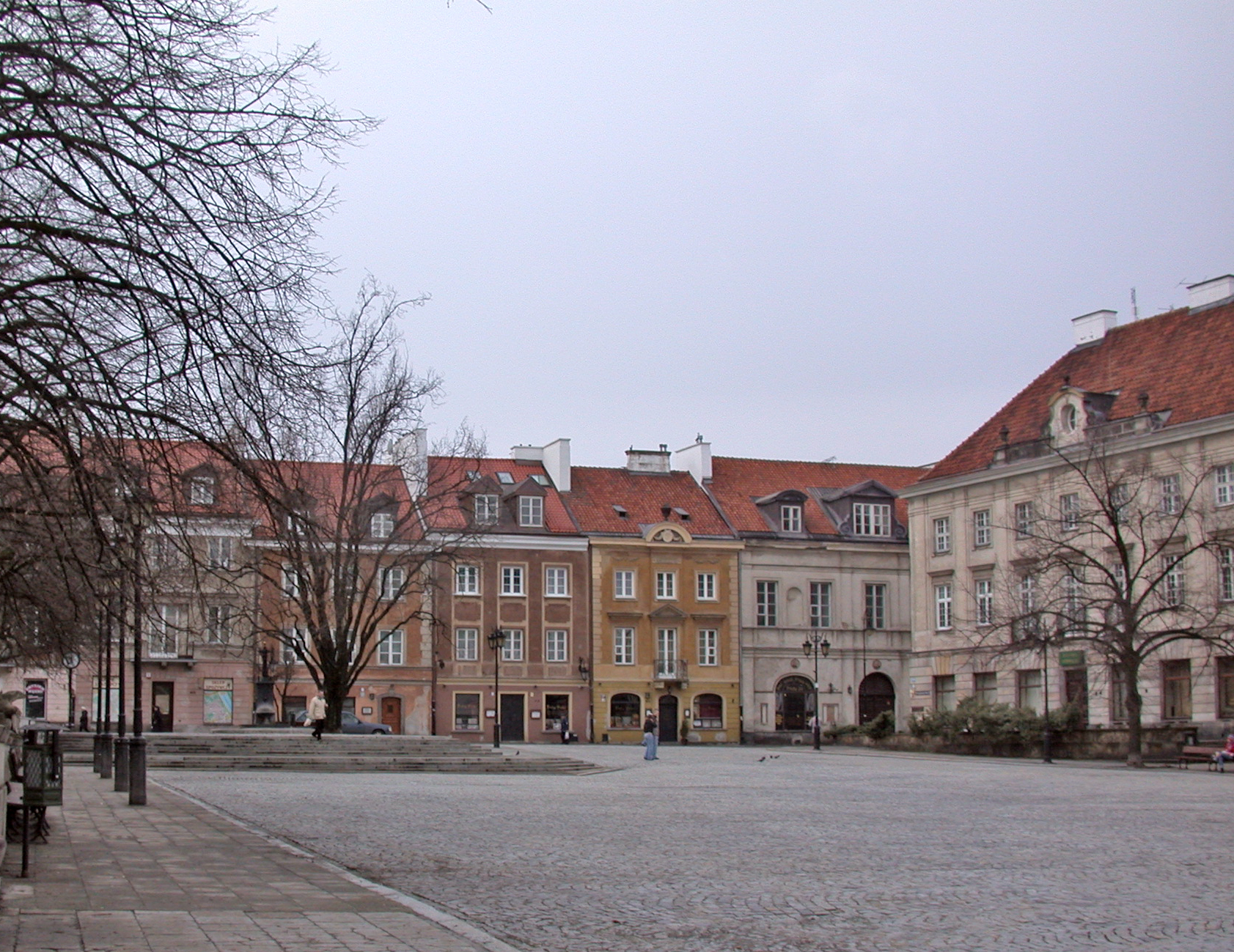
华沙新城商业中心

华沙新城区是波兰首都华沙的一个街区，历史可以追溯到15世纪，位于华沙老城以北，通过弗莱塔街相连（ulica Freta (英語：Freta Street)）， and is connected to it by ulica Freta (英語：Freta Street), 与华沙老城一样，新城区毁于第二次世界大战中纳粹战火，在战后重建。

## 图集

### 历史图片

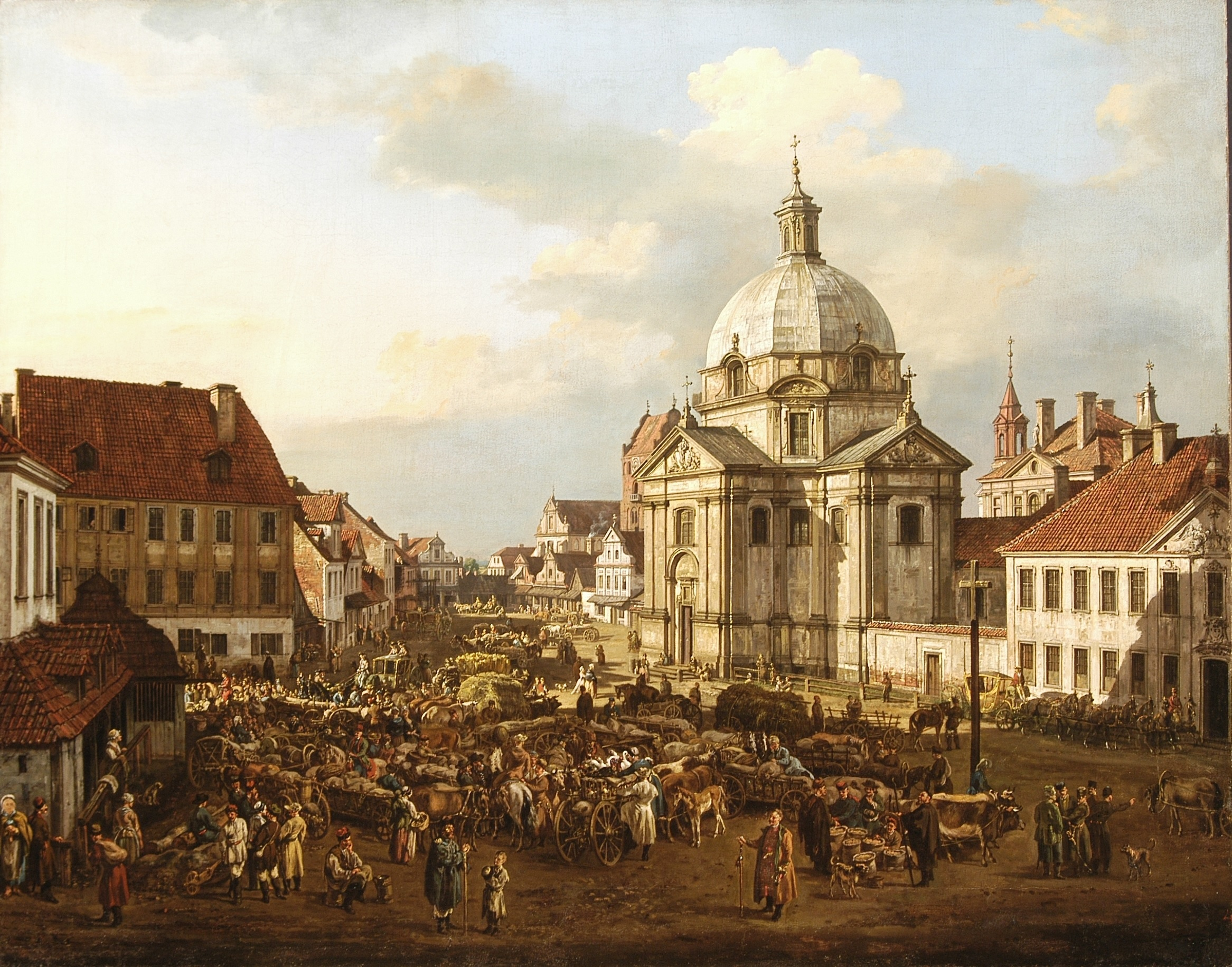
新城区，贝纳多·贝洛托作
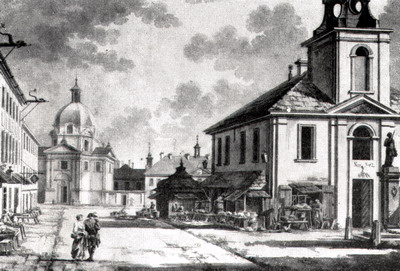
新城区市政厅，1784年作
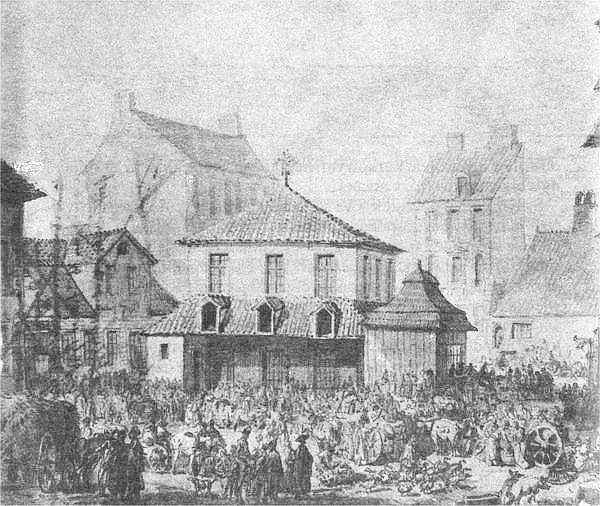
新城区，扬·皮奥特尔·诺布林（英语：Jan Piotr Norblin）作

### 教堂

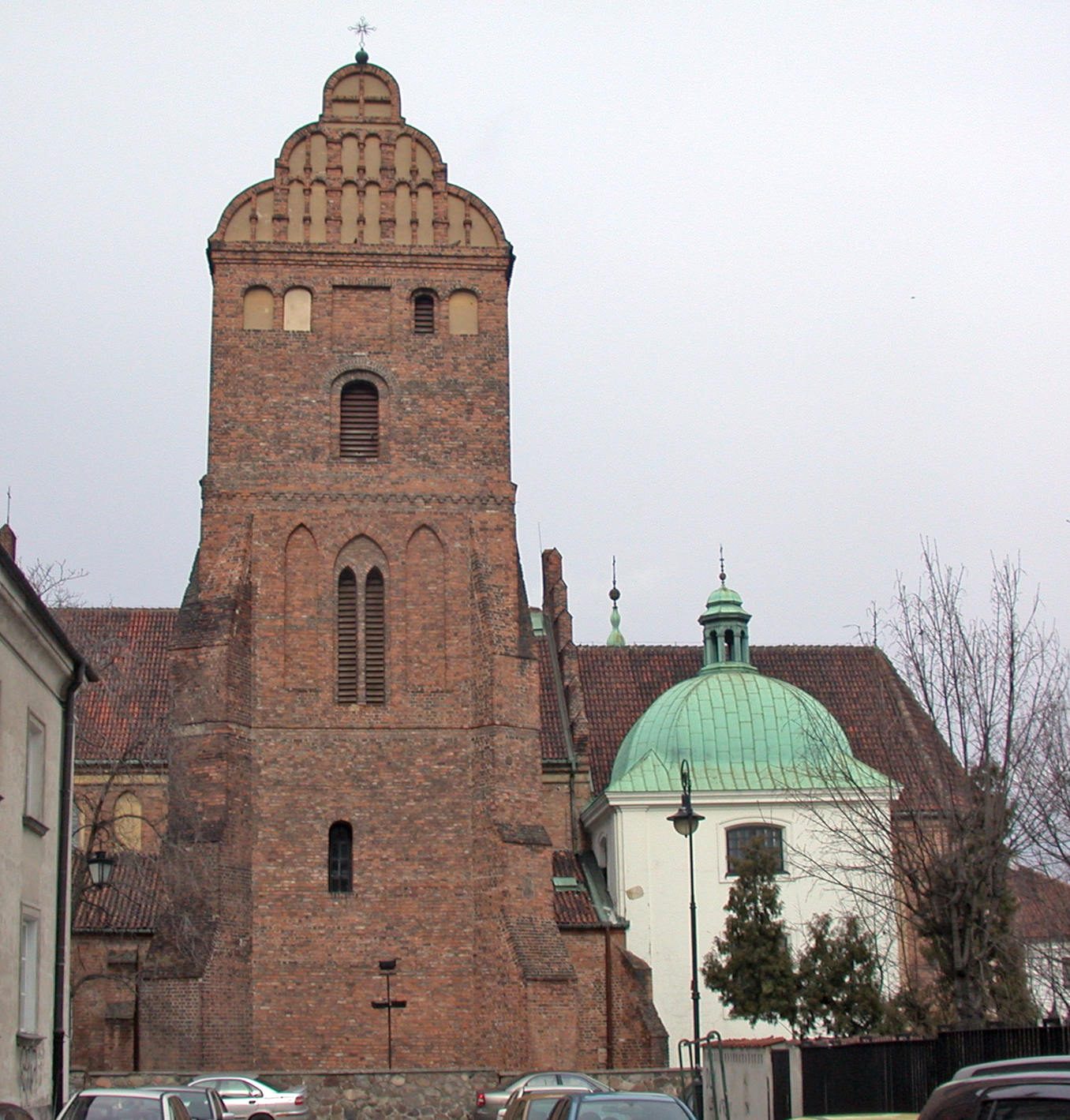
圣玛丽教堂，1411年
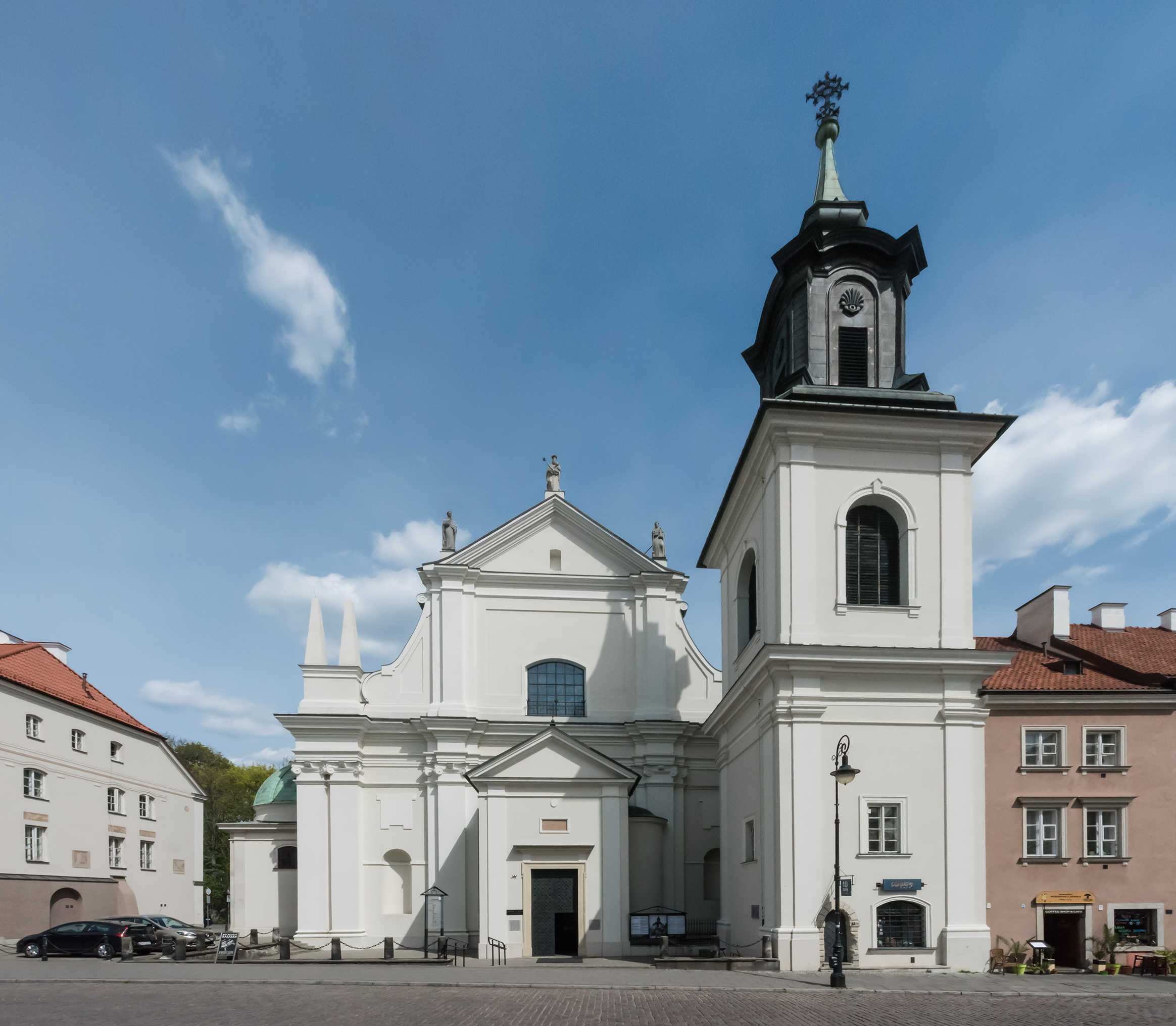
St. Hyacinth's Church, 1603-1639
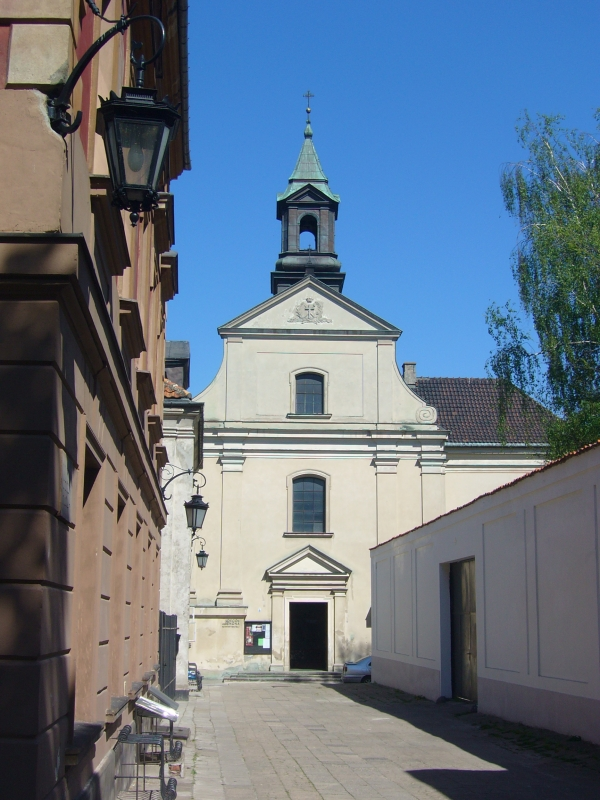
圣班诺教堂，1669年
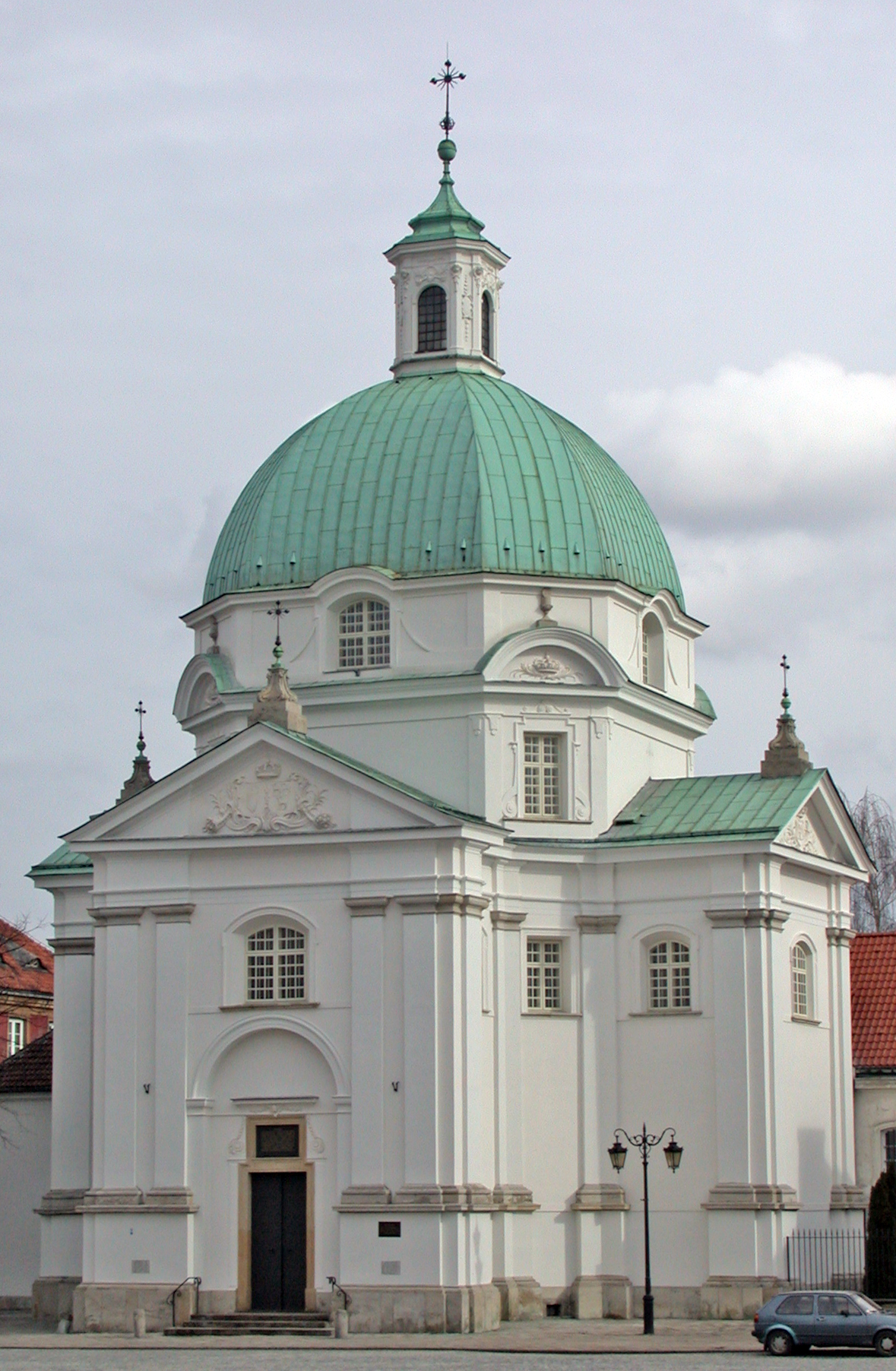
圣卡西米尔教堂，1688——1692年
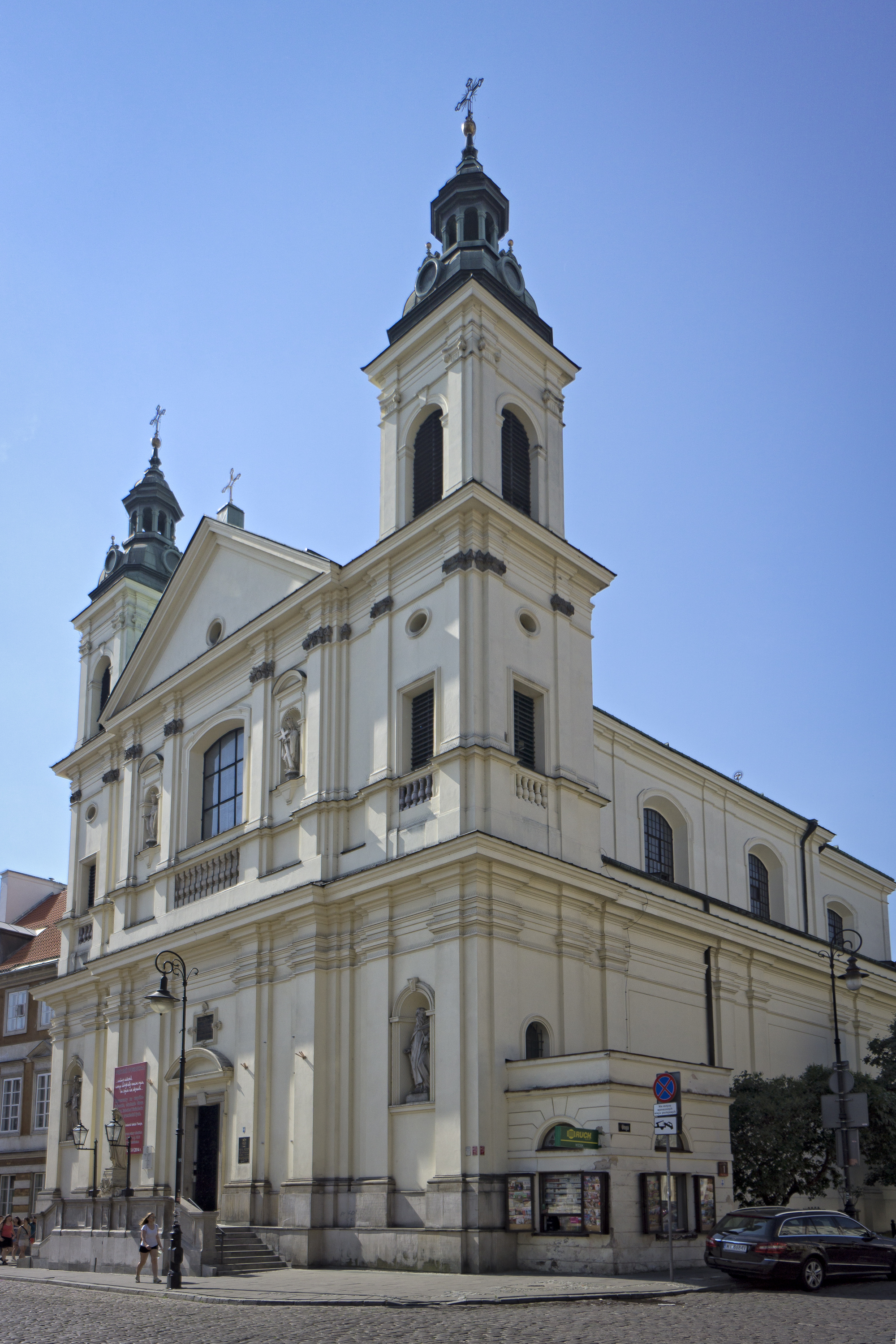
圣灵教堂，1717年
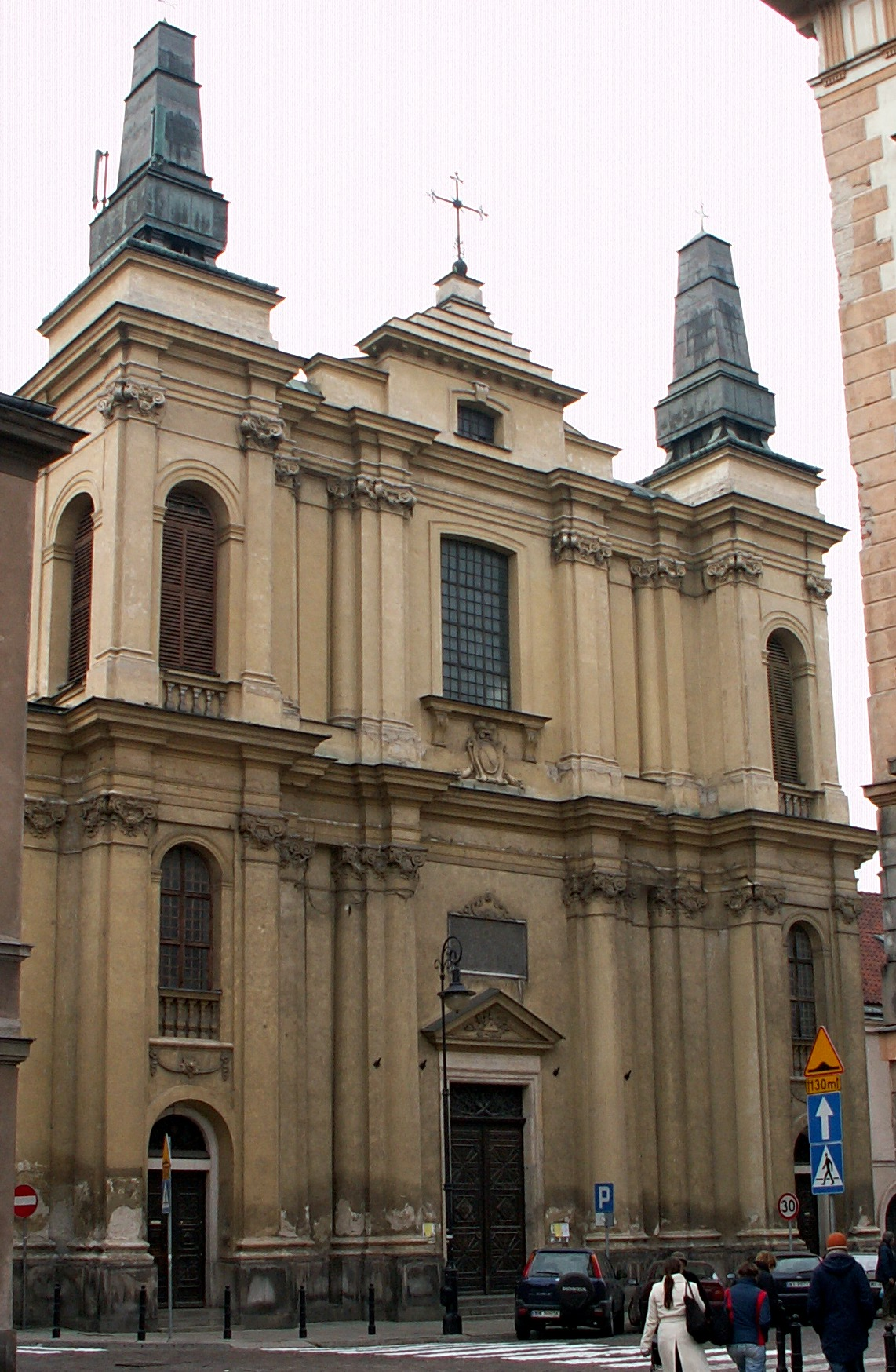
圣弗朗西斯教堂，1733年

### 其他

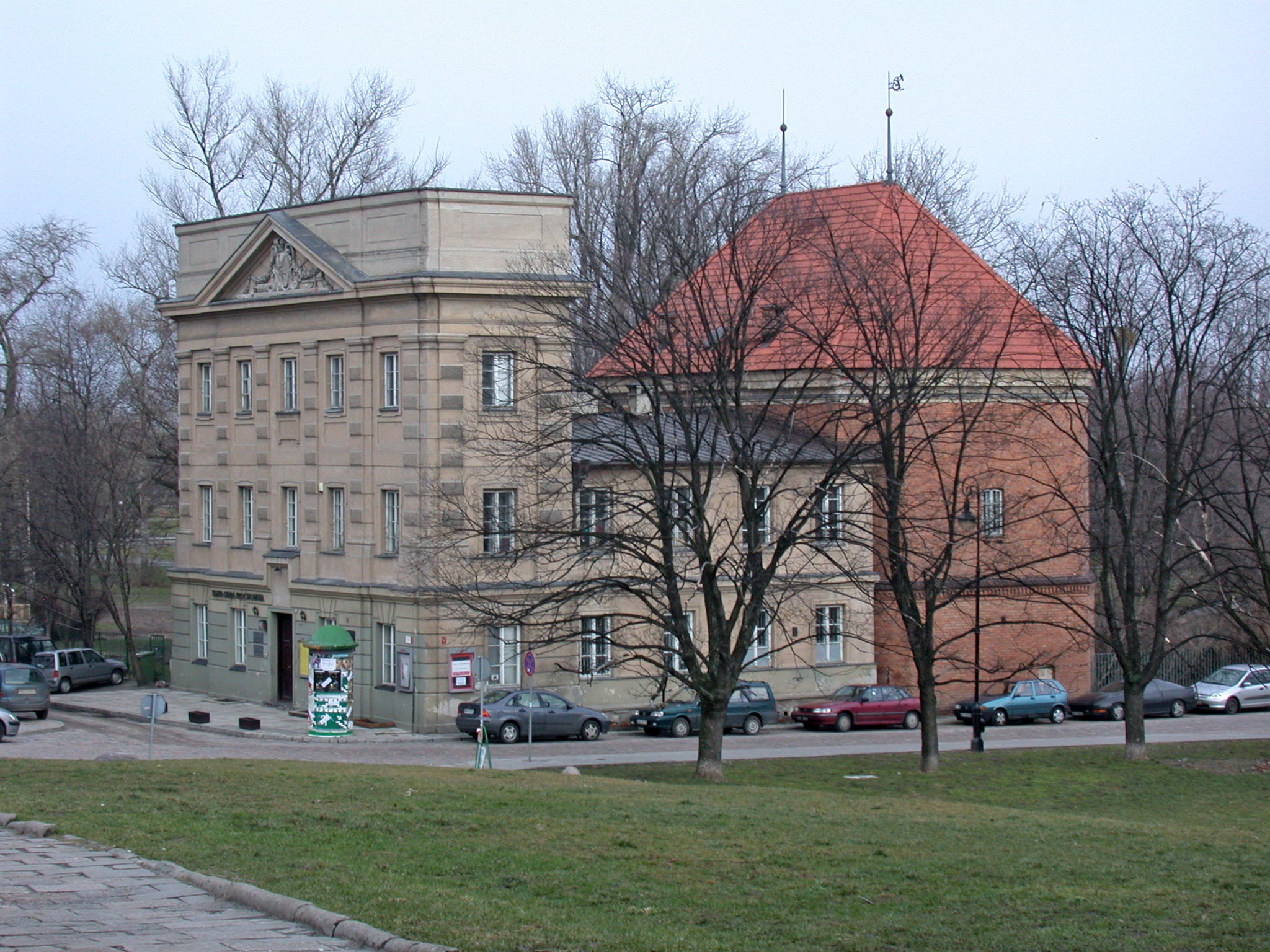
Old Bridge Gate, 1582
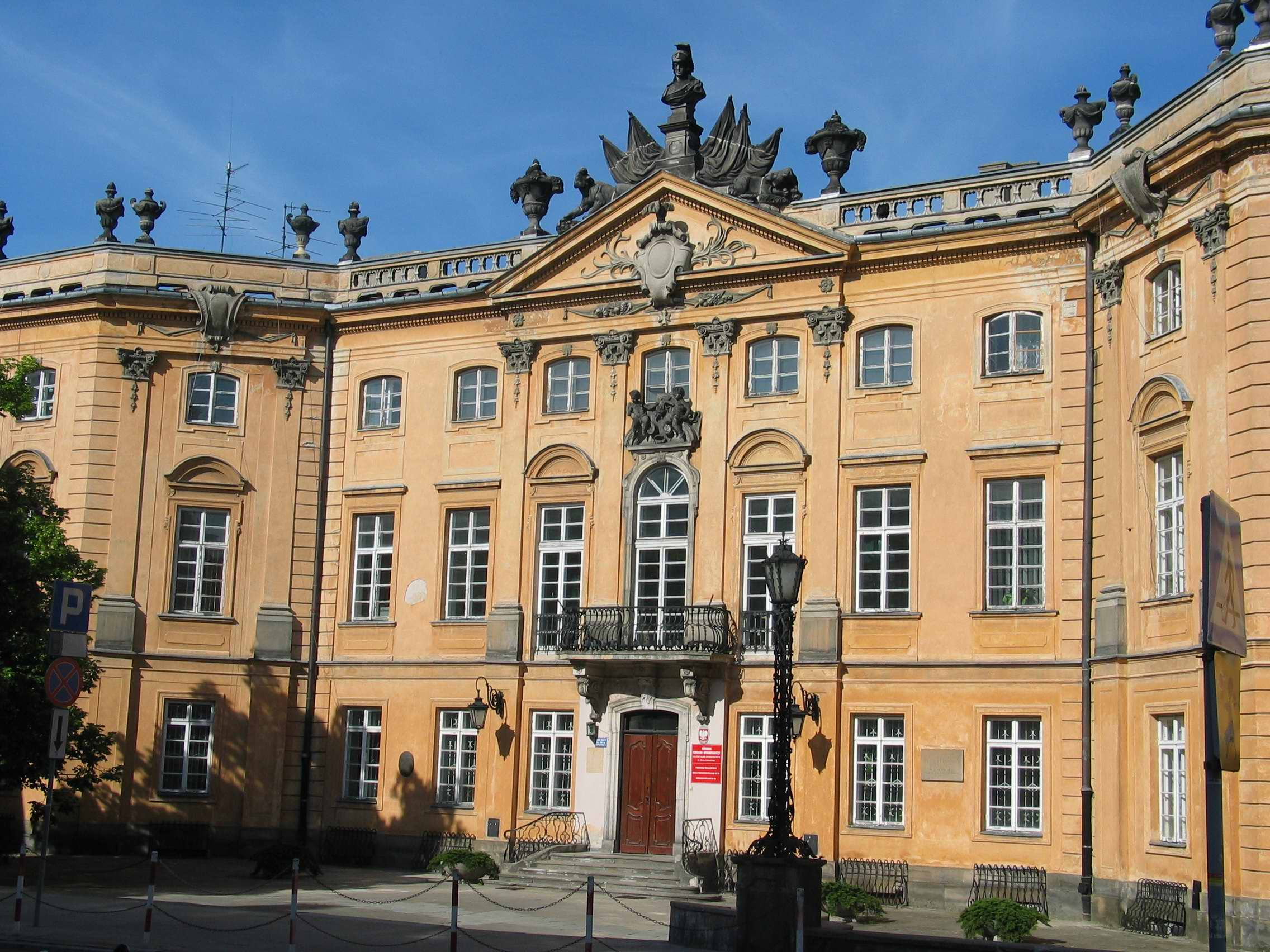
薩皮埃哈宮, 1731-36
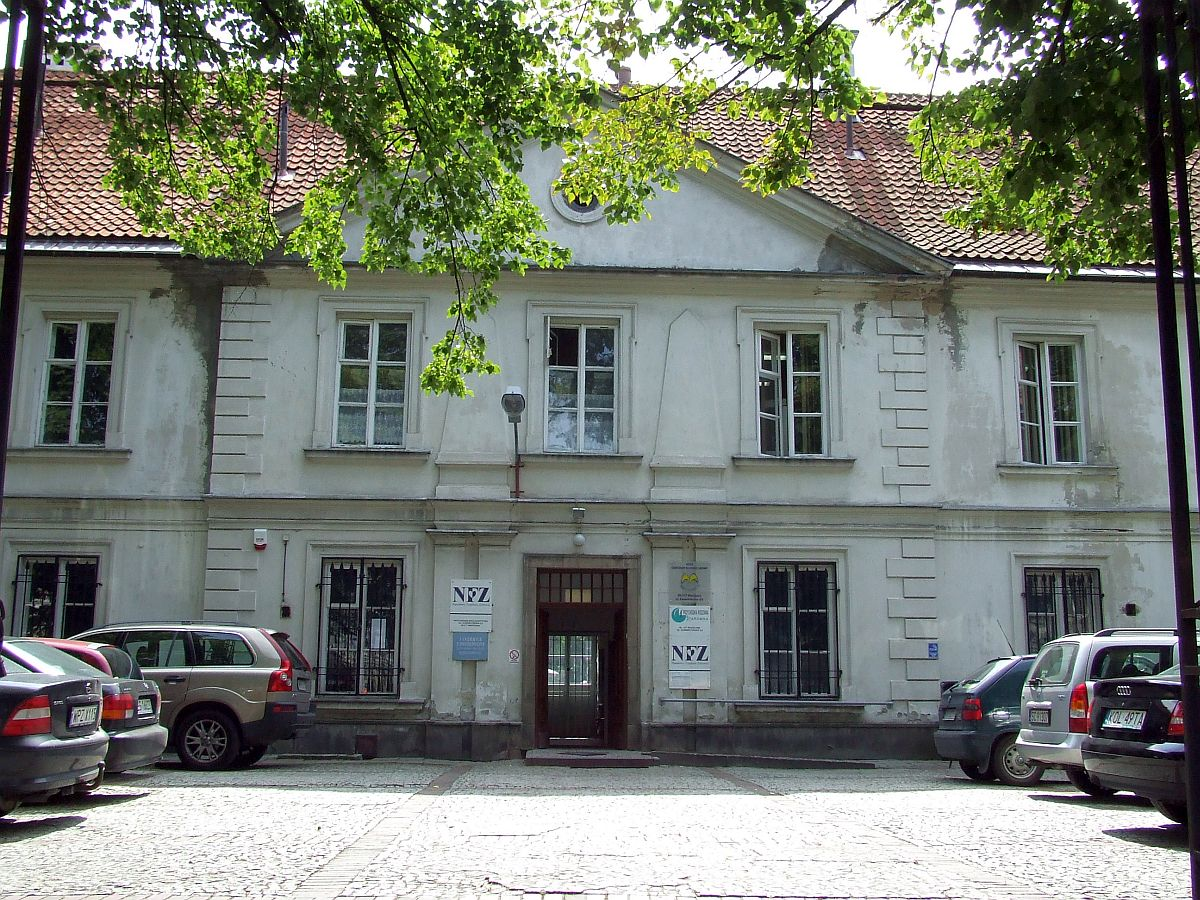
Sierakowski Palace, 1784
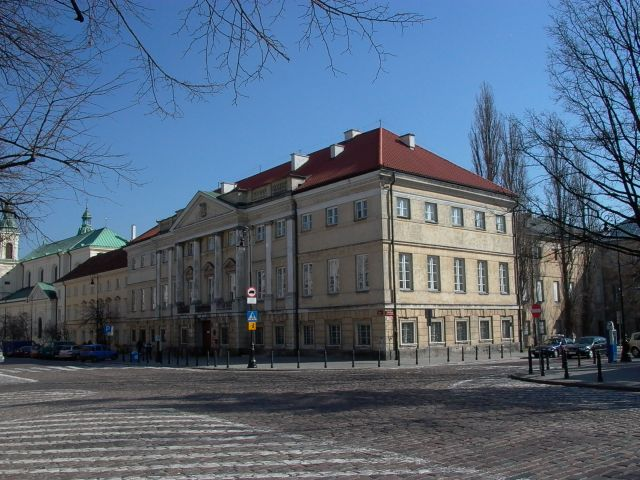
Raczyński Palace, 1786
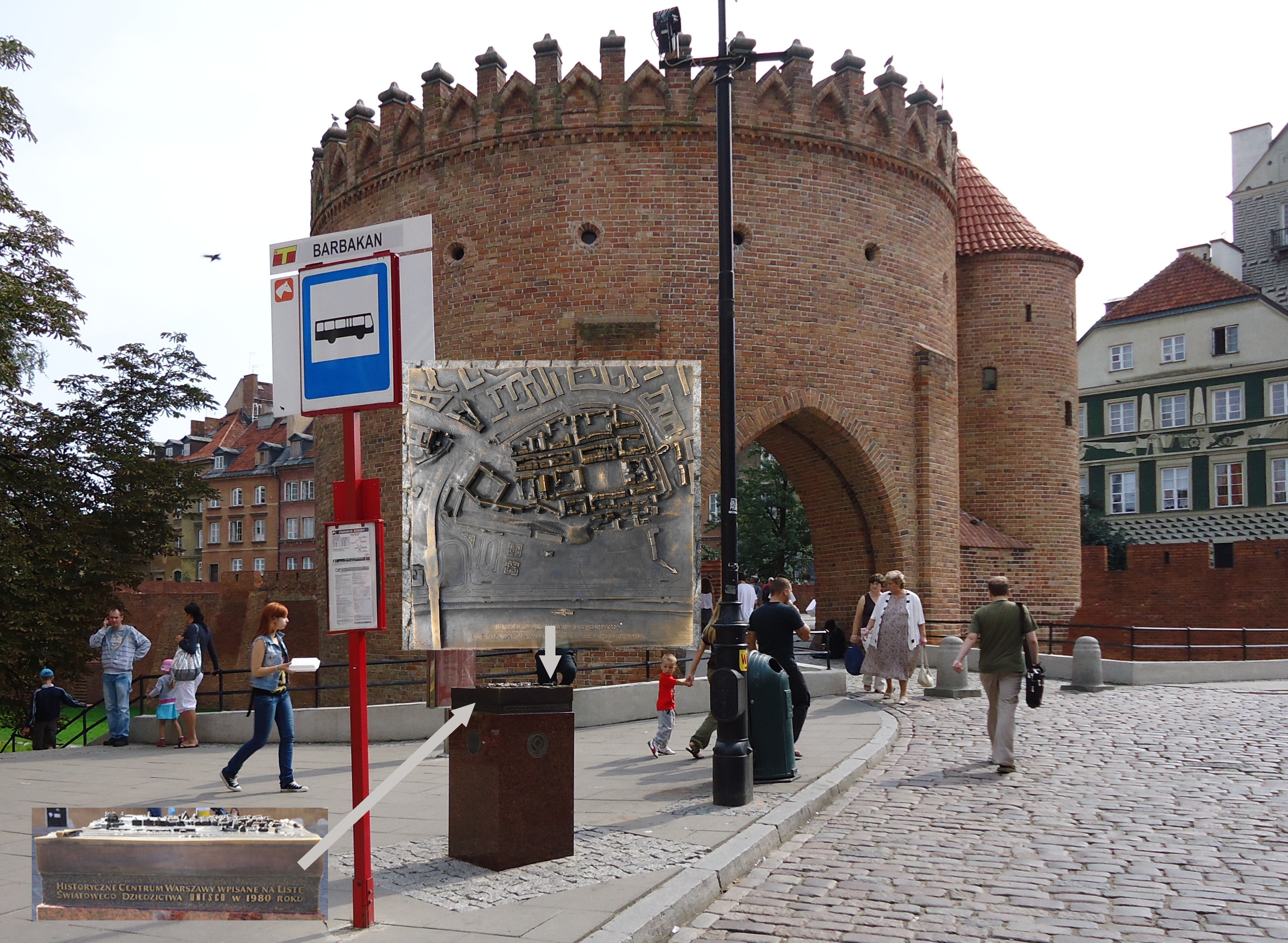
The historical center of Warsaw